# Batalla de Dorestad
La Batalla de Dorestad fue una batalla acaecida a finales del siglo VII, probablemente en 689, entre los francos y los frisones.
La batalla tuvo lugar alrededor de 690, probablemente en 689, cerca de la capital de los frisones, junto al Rin. Los francos, a las órdenes del mayordomo de palacio de Austrasia, Pipino de Heristal, obtuvieron la victoria sobre el ejército del caudillo frisón Radbod.
Aunque no todas las consecuencias de la batalla son claras, Dorestad quedó de nuevo bajo el dominio franco y también los castillos de Utrecht y Fectio. Se supone que la influencia los francos alcanzó desde el sur de  Oude Rijn hasta la costa, pero esto no está enteramente claro porque la influencia de los frisones sobre el área de central del Rin no desapareció por completo.